# David Lindsey (Radsportler)
David Lindsey ist ein ehemaliger US-amerikanischer Radrennfahrer.

## Sportliche Laufbahn
Lindsey war Bahnradsportler. Bei den Bahnradsport-Weltmeisterschaften 1986 gewann er mit seinem Partner Kit Kyle die Silbermedaille im Tandemrennen. Im Finale unterlagen sie gegen Vítězslav Vobořil und Roman Řehounek. Kyle und Lindsey trainierten vor der Weltmeisterschaft erst einen Monat lang gemeinsam auf dem Tandem. Bei den nationalen Meisterschaften im Bahnradsport 1986 wurden sie Vize-Meister hinter Scott Berryman und Nelson Vails, für die sie bei der Weltmeisterschaft nach einer Verletzung von Berryman starteten.